# Sandhy Sondoro
Sandhy Sondoro, właśc. Sandhy Soendhoro (ur. 12 grudnia 1973 w Dżakarcie) – indonezyjski piosenkarz.
Swoją karierę muzyczną rozpoczął w Niemczech, gdzie studiował architekturę. W 2007 r. wziął udział w jednym z niemieckich programów poszukiwania talentów. W 2009 r. wygrał konkurs New Wave na Łotwie, a w 2017 r. został zwycięzcą White Nights Festival w Sankt Petersburgu.
W 2008 r. wydał swój debiutancki album pt. Why Don’t We, który okazał się sukcesem na rynku europejskim. Rozpoznawalność w Indonezji przyniósł mu album Sandhy Sondoro wraz z utworem „Malam Biru”. W 2011 r. otrzymał kilka nagród AMI (Anugerah Musik Indonesia), w kategoriach: najlepszy artysta solowy, najlepszy album jazzowy, najlepszy debiutant.